# Gnathanodon
Gnathanodon is een monotypisch geslacht van straalvinnige vissen uit de familie van de horsmakrelen (Carangidae). Het geslacht is voor het eerst wetenschappelijk beschreven in 1851 door Bleeker.

## Soort
- Gnathanodon speciosus (Forsskål, 1775)

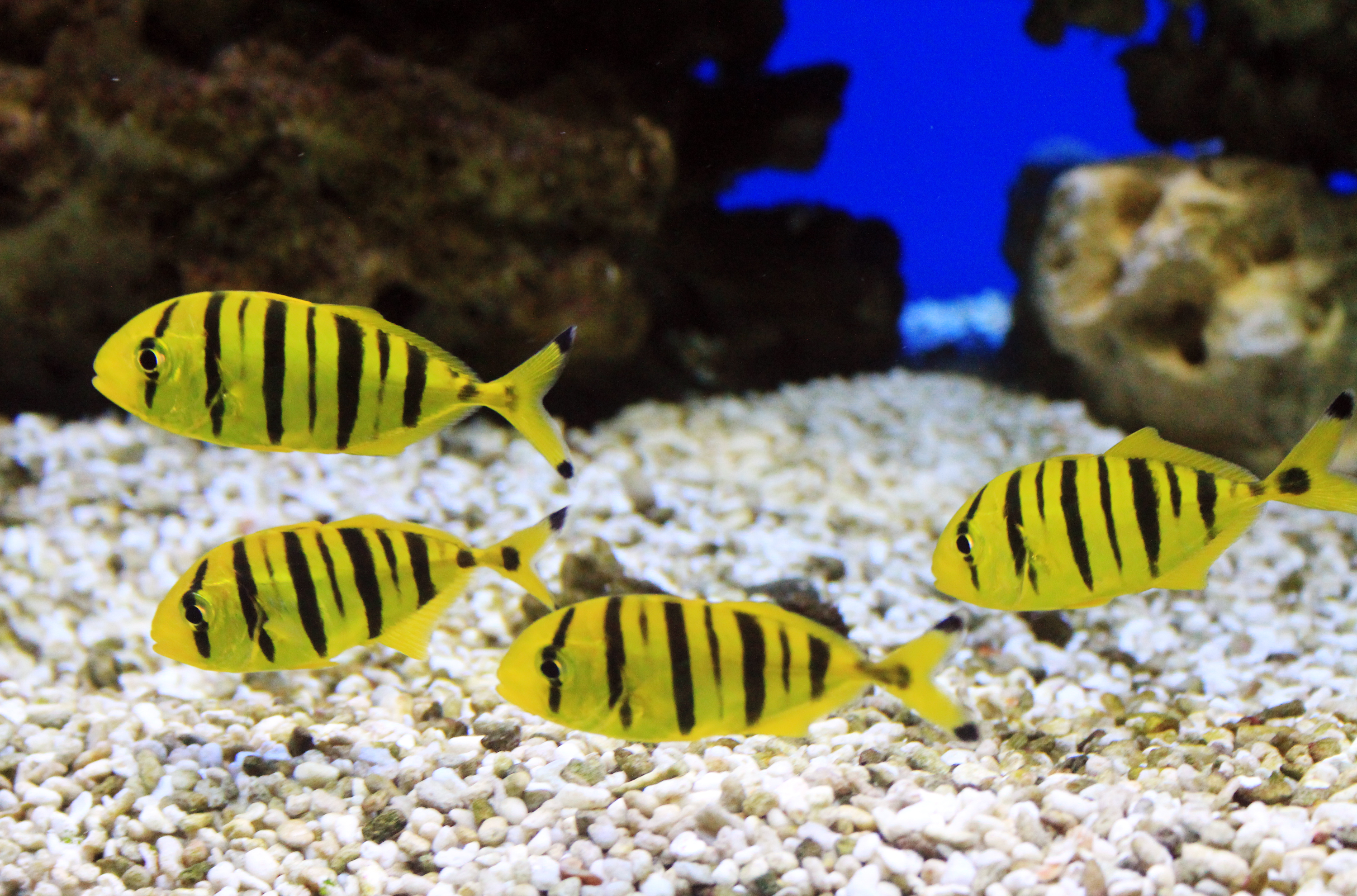
Gnathanodon speciosus in Prague se aquarium